# Бјуфорт (Јужна Каролина)
Бјуфорт (енгл. Beaufort) град је у америчкој савезној држави Јужна Каролина.

## Демографија
По попису из 2010. године број становника је 12.361, што је 589 (-4,5%) становника мање него 2000. године.
| Група             | 2000.         | 2010.         |
| Белци             | 8.762 (67,7%) | 7.944 (64,3%) |
| Афроамериканци    | 3.256 (25,1%) | 3.176 (25,7%) |
| Азијати           | 138 (1,1%)    | 177 (1,4%)    |
| Хиспаноамериканци | 568 (4,4%)    | 830 (6,7%)    |
| Укупно            | 12.950        | 12.361        |